# The Glimpses of the Moon
The Glimpses of the Moon is een stomme film van Paramount Pictures uit 1923 onder regie van Allan Dwan, met Bebe Daniels, David Powell, Nita Naldi, Maurice Costello en Dolores Costello.

## Rolverdeling
| Acteur              | Personage                |
| ------------------- | ------------------------ |
| Bebe Daniels        | Susan Branch             |
| David Powell        | Nick Lansing             |
| Nita Naldi          | Ursula Gillow            |
| Maurice Costello    | Fred Gillow              |
| Rubye De Remer      | Mrs. Ellie Vanderlyn     |
| Billy Quirk         | Bob Fulmer               |
| Charles K. Gerrard  | Streffy, Lord Altringham |
| Pearl Sindelar      | Grace Fullmer            |
| Mrs. George Peggram |                          |
| Beth Allen          |                          |
| Dolores Costello    |                          |
| Millie Muller       |                          |
| Beatrice Coburn     |                          |
| Fred Hadley         |                          |